# 倉敷少年少女合唱団
倉敷少年少女合唱団（くらしきしょうねんしょうじょがっしょうだん）は、岡山県倉敷市にある合唱団。
現在、団員は幼稚園生から大学生までが在団する。定期演奏会、舞台、各地での公演を行っている。